# 沈秉霖
沈秉霖，字懷周，婁縣（今松江屬上海市）人，清朝书法家。為沈宗敬之後代，家中貧窮，依靠代筆維生，因書寫時帶有古人風範，在其至金閶時，人們相爭購買其作品，沈秉霖因而積勞成疾，最終病逝。